# 前进报 (葡萄牙)

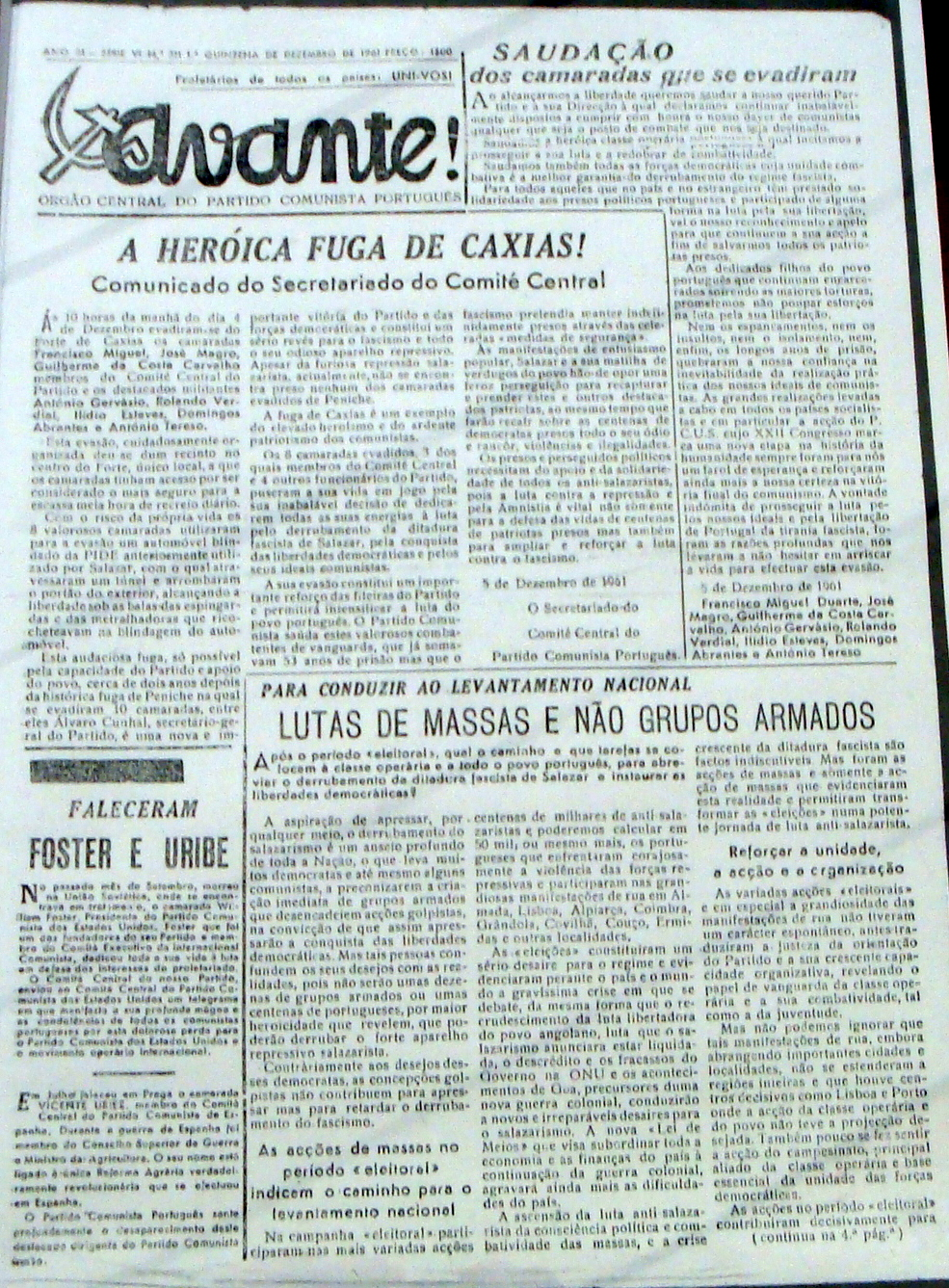
《前进报》头版报道葡萄牙共产党多名领导人从卡希亚斯监狱逃脱。

《前进报》（葡萄牙語：Avante!）是葡萄牙的一份周报，也是葡萄牙共产党中央委员会机关报。该报创刊于1931年，一直出版到现在。该报的口号是“全世界无产者，联合起来！”，每期报纸头版上方都有这句话。
葡萄牙共产党每年都举办“前进报节”，该节日非常有名。